# Casa da Conga
A Casa da Conga é um edifício barroco situado no centro histórico de Santiago de Compostela, Galiza, Espanha, no lado sul Praça de Quintana (chamado Quintana dos mortos), junto à catedral.
Atualmente numa das quatro casas funciona a sede da Ordem dos Arquitetos da Galiza, estando as restantes partes ocupadas por lojas, restaurantes, bares e cafés.

## Descrição
O edifício foi construído para residência dos cónegos da catedral. O projeto inicial foi de Domingo de Andrade, mas quem dirigiu as obras e finalizou a construção, terminada em 1730, foi Fernando de Casas Novoa, o autor da fachada do Obradoiro da catedral. O estilo é muito classicista, em contraste com a Casa da Parra situada no lado oposto e superior da Praça da Quintana.
Feita em granito, a planta é retangular e é coberta por um telhado de quatro águas. É um bloco de quatro casas feitas em granito, unidas por um vistoso pórtico frontal. A divisão entre as casas é marcada na fachada por cinco pilastras que se erguem até à cornija. O pórtico é formado por quatro conjuntos de três arcos de meio ponto sustentados por colunas de ordem dórica. Por cima de cada arco central, há uma varanda de ferro no primeiro. Por cima da pilastra central encontra-se o escudo do cabido. No mesmo eixo, sobre o telhado, ergue-se uma chaminé colossal.